# Excidobates
Genre
Excidobates est un genre d'amphibiens de la famille des Dendrobatidae.

## Répartition
Les trois espèces de ce genre se rencontrent au Pérou et en Équateur.

## Liste des espèces
Selon Amphibian Species of the World (11 juin 2017) :
- Excidobates captivus (Myers, 1982)
- Excidobates condor Almendáriz, Ron & Brito, 2012
- Excidobates mysteriosus (Myers, 1982)

## Étymologie
Ce nom est composé des noms latin excido et bates, marcheurs oubliés car les espèces de ce genre ont été décrites en 1982 à partir de spécimens des années 1920.

## Publications originales
- Twomey & Brown, 2008 : Spotted poison frogs: rediscovery of a lost species and a new genus (Anura: Dendrobatidae) from northwestern Peru. Herpetologica, vol. 64, no 1, p. 121-137 (texte intégral).